# Stachys rosea
Stachys rosea là một loài thực vật có hoa trong họ Hoa môi. Loài này được (Desf.) Boiss. miêu tả khoa học đầu tiên năm 1879.